# Nils Jansson (friidrottare)
Nils Fredrik Jansson, född 6 oktober 1894 Almunge församling, Uppsala län, död 31 maj 1987 i Uppsala, var en svensk friidrottare (mångkamp). Han vann SM-guld i femkamp år 1916 och 1918 samt i tiokamp 1914 och 1916. Han tävlade för IF Thor i Uppsala.
Nils Jansson är begravd på Uppsala gamla kyrkogård.

## Fotnoter
1. ↑  Sveriges Dödbok 1901–2009, DVD-ROM, Version 5.00, Sveriges Släktforskarförbund (2010).
2. ↑  ”Jansson, Nils Fredrik”. SvenskaGravar.se. https://www.svenskagravar.se/search?query=Nils+Fredrik+Jansson&parishId=81&cemeteryId=&graveNumber=&birthDate=&deathDate=&burialDate=. Läst 12 februari 2024.